# Nadeo
Nadeo è uno studio francese per lo sviluppo di videogiochi fondato nel 2000 con sede a Issy-les-Moulineaux nei pressi di Parigi, famoso per la serie di TrackMania. Il 5 ottobre 2009 lo studio, fino a quel giorno indipendente, venne acquistato da Ubisoft.

## Elenco dei giochi
Gran parte dei giochi sono stati distribuiti per PC Windows.
Prima del 2003:

- Virtual Skipper

2003:

- TrackMania

- Virtual Skipper 3
2004:

- TrackMania PowerUp! (espansione del primo TrackMania)
2005:

- TrackMania Sunrise

- TrackMania Original

- Virtual Skipper 4

- TrackMania Sunrise eXtreme (espansione di TrackMania Sunrise)
2006:

- TrackMania Nations

- TrackMania United
2007:

- Virtual Skipper 5: 32nd America's Cup: The Game
2008:

- TrackMania United Forever (espansione di TrackMania United)

- TrackMania Nations Forever (espansione di TrackMania Nations)
2010:

- TrackMania Wii (conversione sviluppata da Firebrand) (per Nintendo Wii)

- TrackMania Turbo (conversione sviluppata da Firebrand) (per Nintendo DS)
2011:

- TrackMania 2

- ShootMania

- QuestMania

2016:

- TrackMania Turbo
2020:

- Trackmania Nations 2020